# Kerstin Vogel
Kerstin Vogel (* 18. März 1985) ist eine ehemalige deutsche Schwimmerin. Sie war deutsche Meisterin über 50 m Brust und Dritte über 100 Meter Brust und war deutsche Rekordhalterin über 50 m Brust auf der 50-Meter-Bahn. Sie lebt momentan in Essen und startete seit September 2009 für die SG Essen, wo sie inzwischen als Trainerin aktiv ist.

## Werdegang
Vogel schwamm in ihrer Jugend für den BSC Overath/Rösrath, bevor sie 2001 mit ihrem Trainer Hartmut Blume zum SV Bayer Wuppertal wechselte und dort für die SG Bayer Wuppertal/Uerdingen/Dormagen an den Start ging. Mit diesem Verein gewann sie auch im Jahr 2002 bei den 114. Deutschen Meisterschaften in Warendorf ihre erste Deutsche Jahrgangsmeisterschaft über 50 Meter Brust in 0:32,49 Minuten. 2003 stand sie dann in ihrem ersten Finale in der Offenen Klasse auf der 50-Meter-Bahn, bei den 115. Deutschen Meisterschaften in Hamburg, dort belegte sie dann in 0:32,44 Minuten Rang fünf.
Im Sommer 2003 wechselte sie mit ihrem Trainer Blume zum SV Schwäbisch Gmünd, wo sie die nächsten zwei Jahre blieb und auch ihr Abitur machte. Bereits im November 2003 konnte sie für ihren neuen Verein die deutsche Vizemeisterschaft auf der 25-Meter-Bahn erringen und damit das Ticket für die Kurzbahneuropameisterschaften in Dublin lösen, wo sie in 0:31,07 Minuten im Finale Rang vier belegte.
Nach dem bestandenen Abitur im Frühjahr 2005 legte sie eine Pause vom Schwimmsport ein und kehrte erst im Sommer 2006 ins Schwimmbecken zurück. Von da an startete sie für den SV Rhenania Köln unter Trainer Ralf Steffen und studierte zugleich an den Deutschen Sporthochschule in Köln. Bereits ein Jahr später konnte sie bei den 119. Deutschen Meisterschaften in Berlin in 0:31,88 Minuten die Bronzemedaille gewinnen und sich somit in der deutschen Spitze zurückmelden.
Den Höhepunkt ihrer Karriere bildete das Jahr 2009. Bei den 121. Deutschen Meisterschaften gewann sie in 0:31,20 Minuten. ihren ersten deutschen Meistertitel in der Offenen Klasse über 50 Meter Brust und konnte sich damit für die Weltmeisterschaften in Rom qualifizieren. Dort belegte sie nach einem deutschen Rekord (0:30,77 Minuten) im Vorlauf im Halbfinale in 0:31,04 Minuten Rang elf und verpasste somit den Einzug ins Finale. Im Herbst 2009 stellte sie dann beim 40. Internationalen SchwimmFestival in Aachen auch einen neuen deutschen Rekord auf der 25-Meter-Bahn auf (0:30,14) und belegte zudem Rang zwei beim Weltcup in Durban, Südafrika über 50 Meter Brust.

## Sportliche Erfolge

### Internationale Erfolge
- Kurzbahneuropameisterschaften 2004 in Dublin: 4. Platz über 50 Meter Brust in 0:31,07 Minuten
- Europameisterschaften 2008 in Eindhoven: 4. Platz über 50 Meter Brust in 0:31,72 Minuten
- Kurzbahneuropameisterschaften 2008 in Rijeka: 9. Platz über 50 Meter Brust in 0:31,13 Minuten
- Weltmeisterschaften 2009 in Rom: 11. Platz über 50 Meter Brust in 0:31,04 Minuten
- Weltcup 2009 in Durban, Südafrika: 2. Platz über 50 Meter Brust in 0:30,57 Minuten

### Nationale Erfolge
- Deutsche Jahrgangsmeisterschaften 2002 in Warendorf: 1. Platz über 50 Meter Brust in 0:32,49 Minuten
- 115. Deutsche Meisterschaften 2003 in Hamburg: 5. Platz über 50 Meter Brust in 0:32,44 Minuten
- Deutsche Kurzbahnmeisterschaften 2003 in Gelsenkirchen: 2. Platz über 50 Meter Brust in 0:31,46 Minuten und 5. Platz über 100 Meter Brust in 1:09,29 Minuten
- 116. Deutsche Meisterschaften 2004 in Berlin: 4. Platz über 50 Meter Brust in 0:32,42 Minuten
- Deutsche Juniorenmeisterschaften 2004 in Hannover: 1. Platz über 50 Meter Brust in 0:32,43 Minuten und 3. Platz über 100 Meter Brust in 1:13,22 Minuten
- Deutsche Kurzbahnmeisterschaften 2004 in Essen: 4. Platz über 50 Meter Brust in 0:31,87 Minuten
- 117. Deutsche Meisterschaften 2005 in Berlin: 4. Platz über 50 Meter Brust in 0:32,52 Minuten
- Deutsche Wintermeisterschaften 2006 in Hannover: 5. über 50 Meter Brust in 0:32,62 Minuten
- 119. Deutschen Meisterschaften 2007 in Berlin: 3. Platz über 50 Meter Brust in 0:31,88 Minuten und 6. Platz über 100 Meter Brust in 1:11,09 Minuten
- Deutsche Kurzbahnmeisterschaften 2007 in Essen: 3. Platz über 50 Meter Brust in 0:31,06 Minuten und 4. Platz über 100 Meter Lagen in 1:03,38 Minuten
- 120. Deutschen Meisterschaften 2008 in Berlin: 2. Platz über 50 Meter Brust in 0:31,71 Minuten
- Deutsche Kurzbahnmeisterschaften 2008 in Essen: 2. Platz über 50 Meter Brust in 0:30,86 Minuten und 2. Platz über 100 Meter Brust in 1:07,62 Minuten und 5. Platz über 50 Meter Freistil in 0:25,34 Minuten
- 121. Deutschen Meisterschaften 2009 in Berlin: 1. Platz über 50 Meter Brust in 0:31,20 Minuten und 3. Platz über 100 Meter Brust in 1:08,34 Minuten

## Rekorde
| Deutsche Rekorde (1)      | Deutsche Rekorde (1) | Deutsche Rekorde (1) | Deutsche Rekorde (1) |
| ------------------------- | -------------------- | -------------------- | -------------------- |
| 50 m Brust                | 00:30,77 min         | 1. August 2009       | Rom                  |
| (Stand: 22. Februar 2010) |                      |                      |                      |